# タタナ・クハロヴァ

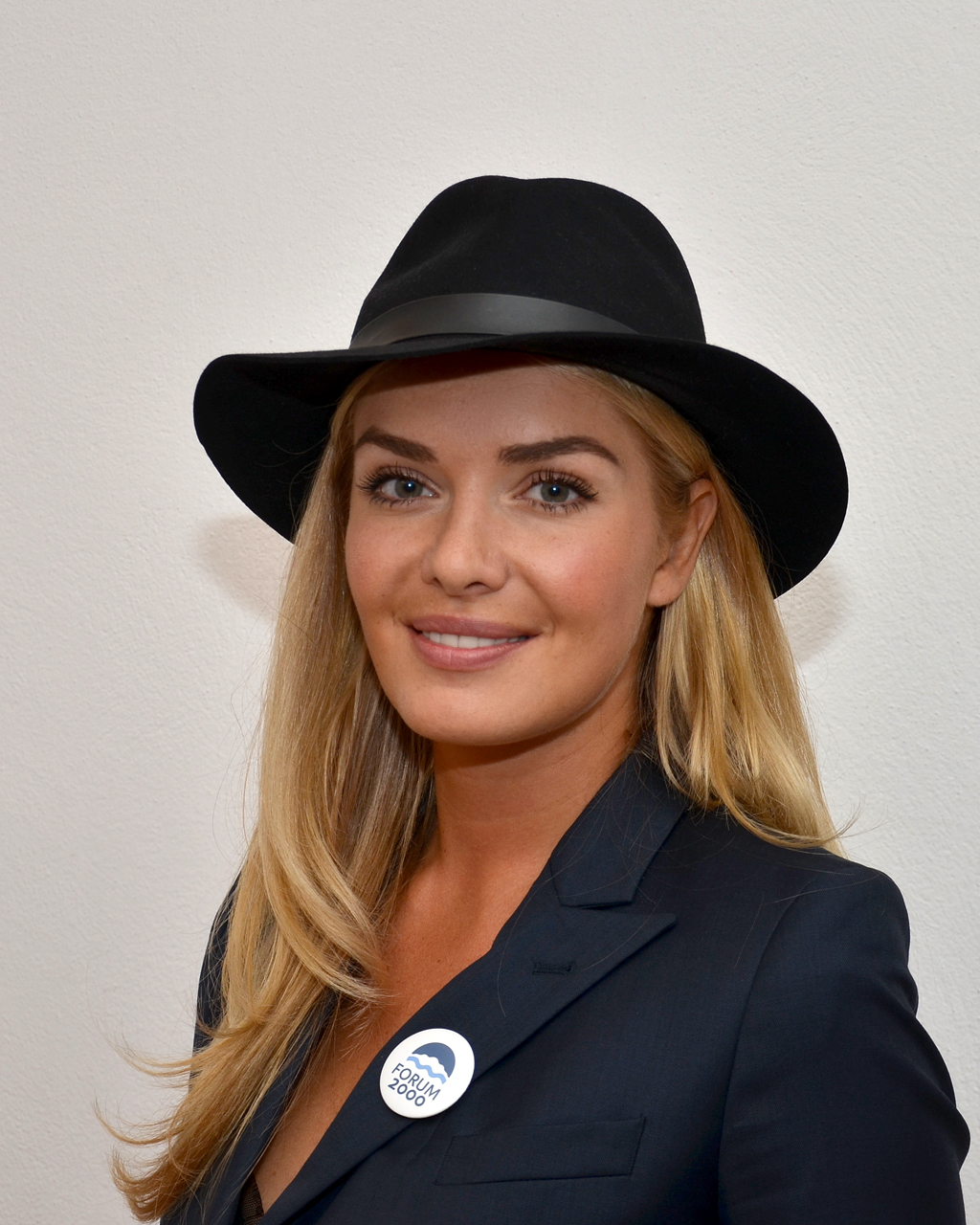
Taťána Kuchařová - Gregor Brzobohatá (2018)

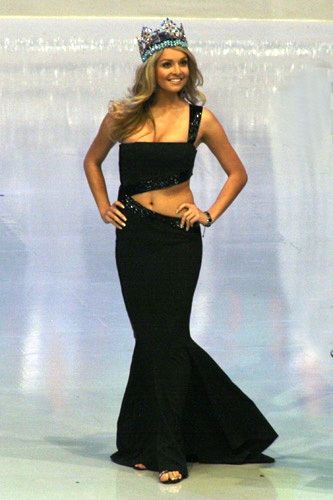
タタナ・クハロヴァ

タチャーナ・クハジョヴァー、タタナ・クハロヴァ （Taťána Kuchařová, 1987年12月23日 生まれ）は、2006年度ミス・ワールド。チェコ共和国初のミス・ワールド・タイトル保持者となった。 
チェコスロバキア（現在のスロバキア）のトルナヴァで生まれた。東北ボヘミア・リフノフ・ナド・クニェジュノウ郡（Rychnov nad Kněžnou District）の小さな町オポチュコ（Opočno）で育つ。ミス・ワールド・チェコ代表となった当時、まだ高校生だった。

## ミスワールド2006最終成績
- ミスワールド:タタナ・クハロヴァ
- 第2位:ヨアナ・ボイトル
- 第3位:サブリナ・フッサミ
- トップ5:スティヴィアンドラ・オリヴェイラ、ジャネ・ボルゲス、サラ・ローレンス